# Jošanica (Czarnogóra)
Jošanica (cyr. Јошаница) – wieś w Czarnogórze, w gminie Andrijevica. W 2011 roku liczyła 97 mieszkańców.